# Michel Weinberg
Pour les articles homonymes, voir Weinberg.
Michel Weinberg, né le 30 janvier 1868 à Odessa (Russie) et mort le 21 avril 1940 au Sanatorium de Bullion (Seine-et-Oise), est un médecin-biologiste français d'origine juive et russe. Il est chef de laboratoire (1910) et professeur (1926) à l'Institut Pasteur. Il est surtout connu pour ses recherches sur la gangrène gazeuse.
Il est membre de l'Académie nationale de médecine (1935)

## Éléments biographiques
Michel Weinberg est né à Odessa (Russie), en 1868, le fils de Benjamin Weinberg et Pauline-Perla Stamm (ou Hamm).
Il s'inscrit, en 1886, à la Faculté de droit d'Odessa (Russie). Critiquant le régime tsariste et proclamant des idées révolutionnaires auprès des étudiants, il finit par être renvoyé de la faculté et exilé, loin de sa famille, dans une ville dépourvue d'université. En 1888, il décide de quitter la Russie.
Il suit les cours de la faculté de médecine de Paris (1888-1900) et fait venir à Paris sa mère et ses trois sœurs qui débutent toutes des études de médecine. Sa sœur Sophie (Maroussia) Weinberg se marie avec le docteur Simon Ginsbourg et sera la mère de Benjamin Ginsbourg, lui aussi un éminent médecin-biologiste.
Il est naturalisé français le 22 juin 1901.
Il établit sa résidence à Paris dans le XVe arrondissement, au 159 rue de la Convention, à proximité de l'Institut Pasteur.
Il rencontre, en 1920, Claudie Renard, élève de la Schola Cantorum, qui devient, après avoir suivi le cours de microbiologie de l'Institut Pasteur, sa collaboratrice à l'Institut. Il fréquente, avec elle, les concerts Lamoureux, et toujours avec elle, organise des soirées hebdomadaires, où se côtoient des musiciens comme Vincent d'Indy, ou des scientifiques comme Paul Langevin.
Il est atteint du cancer et est hospitalisé au Sanatorium de Bullion  en Seine-et-Oise, où l'hôpital de l'Institut Pasteur s'est replié pendant la guerre. Il décède, à la résidence de Saint-Cloud, 2 avenue Pozzo di Borgo, à Saint-Cloud le 21 avril 1940.

## Formation et carrière
Michel Weinberg est préparateur du Professeur Maurice Letulle au Laboratoire des travaux pratiques d'anatomie pathologique de la faculté de médecine de Paris (1892-1900). Il entreprend l'examen histologique de tous les appendices enlevés dans le service du docteur Gérard Marchant, dont il est l'externe (1892-1895).
Il est interne en chirurgie à l'Hôpital de Saint-Denis (1895-1899).
Il suit le cours de microbiologie de l'Institut Pasteur (1896).
Il publie, en 1897, un mémoire résumant l'ensemble des recherches poursuivies avec Maurice Letulle sur toutes les formes de l'appendicite aiguë ou chronique et sur le cancer de l'appendice. Plus tard, il entreprendra l'étude des différents facteurs étiologiques de l'appendicite, ainsi que sa flore microbienne et son traitement sérique.
Il soutient, en 1898, sa thèse de doctorat en médecine : Résumé des lésions histologiques des formes communes de l'appendicite.
Il est chef de laboratoire à l'hôpital Boucicaut (1900).

### Chercheur à l'institut Pasteur
Il entre comme préparateur à l'Institut Pasteur, dans le service du professeur Elie Metchnikoff (1900-1914). Il y étudie le rôle des helminthes dans l'inoculation des microbes pathogènes, au niveau de la paroi appendiculaire, puis le mode d'action de ces parasites sur l'organisme de l'homme et des animaux.
Il établit que les helminthes et leurs larves sont capables d'inoculer les germes pathogènes non seulement en un point quelconque de la paroi gastro-intestinale, mais aussi dans les tissus où ils pénètrent.
Il confirme l'hypothèse de la sécrétion de toxines par les helminthes et de la formation d'anticorps spécifiques dans l'organisme infesté.
Il met au point la technique de la réaction de fixation de l'alexine appliquée au sérodiagnostic de l'échinococcose.
Il montre que les animaux infestés par les helminthes s'immunisent peu à peu contre l'action des produits sécrétés par ces parasites et réussit à reproduire chez le cobaye par l'injection de liquide hydatique, tous les symptômes de l'anaphylaxie échinoccoccique observés chez l'homme.
En collaboration avec M. Leger, il mène, en 1906, une enquête sur l'ankylostomiase dans les mines de houille du centre et du midi de la France, pour le compte du ministère des Travaux publics.
Il participe, en 1907, à l'enquête de l'Institut Pasteur de Tunis sur les vers intestinaux et l'appendicite.
Il est nommé, en 1910, chef de laboratoire à l'Institut Pasteur, et chef de service, en 1921.

### Pendant la Première Guerre mondiale
Michel Weinberg, engagé volontaire en 1914, participe à la première Guerre mondiale en qualité d'aide major. Il est nommé chef de laboratoire à l'Hôpital militaire d'Issy-les-Moulineaux où il entreprend l'étude des microbes anaérobies de la gangrène gazeuse. Il ne tarde pas à apporter la preuve que la flore de cette dernière est variée et que l'on peut y rencontrer d'autres anaérobies que du vibrion septique et du B. perfringens. Il y découvre plusieurs espèces d'anaérobies : le B. oedematiens, présent dans 30 % des cas, surtout dans le type toxique œdémateux ; le B. fallax et le B. aerofoetidus, capables de causer des formes de la gangrène gazeuse qu'il appelle pseudo-graves. Il décèle, dans un certain nombre de cas, la présence du bacille histolytique qui joue un rôle très important dans l'étiologie de l'infection gangreneuse.
Il s'attache, en 1915, à la préparation de sérums dirigés contre les différents germes de la gangrène gazeuse. Il obtient successivement le sérum anti-perfringens, le sérum anti-vibrion septique, anti-œdematiens, anti-histolytique et anti-sporogenes. Par un mélange de ces différents sérums, il met au point un sérum anti-gangreneux polyvalent. Il prepare un sérum anti-B. coli, un autre sérum appelé anti-complémentaire, visant certains microbes fréquemment observés dans l'appendicite, et un sérum anti-botulinique.

### Entre les deux guerres
Dès la mise au point par Gaston Ramon, en 1923, des anatoxines diphtérique et tétanique, il emploie les anatoxines Perfringens, œdématiens et histolytique pour l'obtention de sérums anti-gangreneux.
Il organise la production intensive des sérums gangreneux destinés aux armées.
Michel Weinberg est nommé, en 1926, professeur à l'Institut Pasteur.

## Fonctions publiques
Il est membre de la Commission de la gangrène gazeuse au ministère de la Guerre (1918).
Il est chargé, par le ministère de la Guerre, d'une mission d'étude de la gangrène gazeuse chez les blessés du front marocain (1925).

## Conférences
Il donne, en 1916, des conférences à la Royal Society of Medicine (Londres) et à la Faculté de médecine de Glasgow.
Il donne, en 1921, un cours sur les microbes anaérobies à l'Institut d'hygiène de Madrid. Il participe à une mission au Chili, organisée par le Gouvernement chilien. Il donne des conférences sur la gangrène gazeuse aux facultés de médecine de Buenos Aires et de Montevideo.
Il donne, en 1930, des conférences dans les universités suisses sur les infections polymicrobiennes et leur traitement sérique, puis dans les universités des États-Unis et de Cuba, sur les maladies causées par les microbes anaérobies.

## Prix et distinctions
- Il reçoit la croix du Mérite sanitaire roumain de 1re classe, en mars 1914.
- Il obtient, avec Maurice Letulle, une récompense au concours du prix Laborie de l'Académie nationale de médecine (1899).
- Prix Capuron de l'Académie nationale de médecine (1899).
- Membre titulaire de la Société de biologie (1912).
- Lauréat, avec P. Séguin, du prix Montyon de l'Académie des sciences (1919).
- Nommé officier de l'ordre de l'Étoile de Roumanie, en mars 1923.
- Nommé officier de l'ordre Polonia Restituta, en 1923
- Nommé chevalier de la Légion d'honneur en novembre 1923, et promu officier en mars 1932.
- Prix Saintour de l'Académie nationale de médecine (1928).
- Élu membre titulaire de l'Académie nationale de médecine (1935)[3].